# FC Shirak
FC Shirak (limba armeană: Ֆուտբոլային Ակումբ Շիրակ Գյումրի) este un club de fotbal din Gyumri, Armenia care evoluează în Prima ligă armeană.

## Jucători celebri
- Artur Petrosyan
- Harutyun Vardanyan
- Karen Aleksanyan

### Meciuri disputate în cupele europene
| Sezon   | Competiția          | Etapa           | Adversar                | Tur 1 | Tur 2 |
| ------- | ------------------- | --------------- | ----------------------- | ----- | ----- |
| 1995-96 | Cupa UEFA           | preliminarii I  | Zagłębie Lubin SA       | 0 – 0 | 0 – 1 |
| 1996-97 | Cupa UEFA           | preliminarii I  | Anorthosis Famagusta FC | 0 – 4 | 2 – 2 |
| 1998-99 | Cupa UEFA           | preliminarii I  | Malmö FF                | 0 – 2 | 0 – 5 |
| 1999-00 | Cupa UEFA           | preliminarii I  | HJK Helsinki            | 0 – 2 | 1 – 0 |
| 2000-01 | Liga Campionilor    | preliminarii I  | BATE Borisov            | 1 – 1 | 1 – 2 |
| 2001    | Cupa UEFA Intertoto | calificări I    | FC Tatabánya            | 3 – 2 | 1 – 3 |
| 2002    | Cupa UEFA Intertoto | calificări I    | CD Santa Clara          | 0 – 2 | 3 – 3 |
| 2003-04 | Cupa UEFA           | preliminarii I  | FC Nordsjælland Farum   | 0 – 4 | 0 – 2 |
| 2003-04 | Cupa UEFA           | preliminarii I  | FC Tiraspol             | 1 – 2 | 0 – 2 |
| 2013-14 | Liga Campionilor    | preliminarii I  | S.P. Tre Penne          | 3 – 0 | 0 – 1 |
|         |                     | preliminarii II | FK Partizan Belgrad     | 1 – 1 | 0 – 0 |

## Palmares
- Prima ligă armeană: 4

( 1992, 1994, 1995, 1999 )
- Supercupa Armeniei: 3

( 1996, 1999, 2002 )